# 三國第一山新倉富士浅間神社
三國第一山新倉富士浅間神社（さんごくだいいちさん あらくらふじせんげんじんじゃ）は山梨県富士吉田市にある神社。旧社格は村社。登記上の宗教法人名称は富士浅間神社。
新倉富士浅間神社（あらくらふじせんげんじんじゃ）とも呼ばれる。

## 歴史
慶雲3年(705年)9月9日、甲斐国八代郡荒倉郷の氏神として祀られる。

大同2年(807年)、富士山の大噴火があり、同年8月22日、当社に勅使が参向、国土安泰富士山鎮火祭を執行し、その時、平城天皇より三國第一山の称号並びに天皇親筆による大鳥居勅額・金幣・破魔宝面（勅使面）が奉納された。この破魔宝面は現在、富士吉田市の郷土資料館に展示されている。

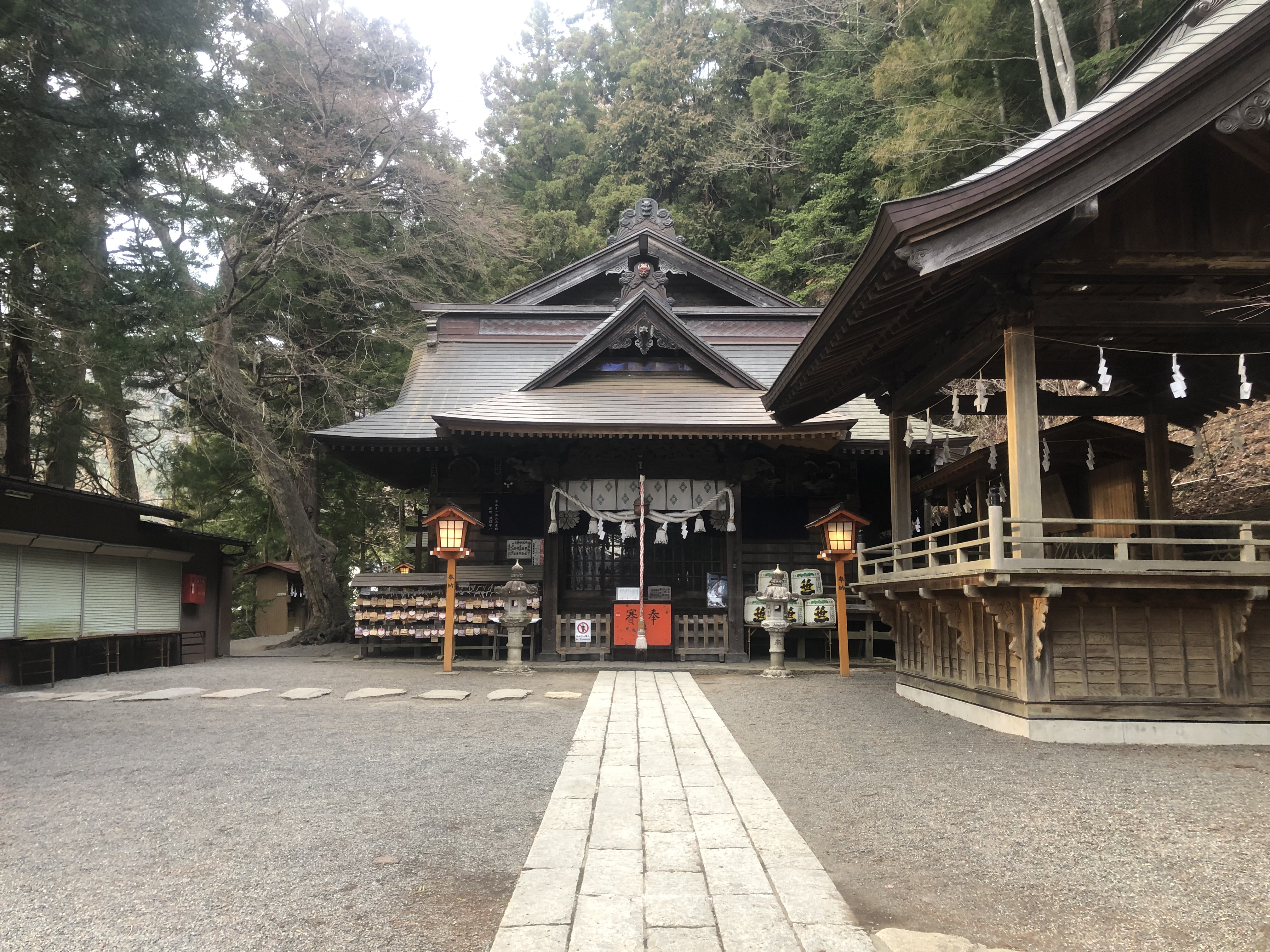
拝殿
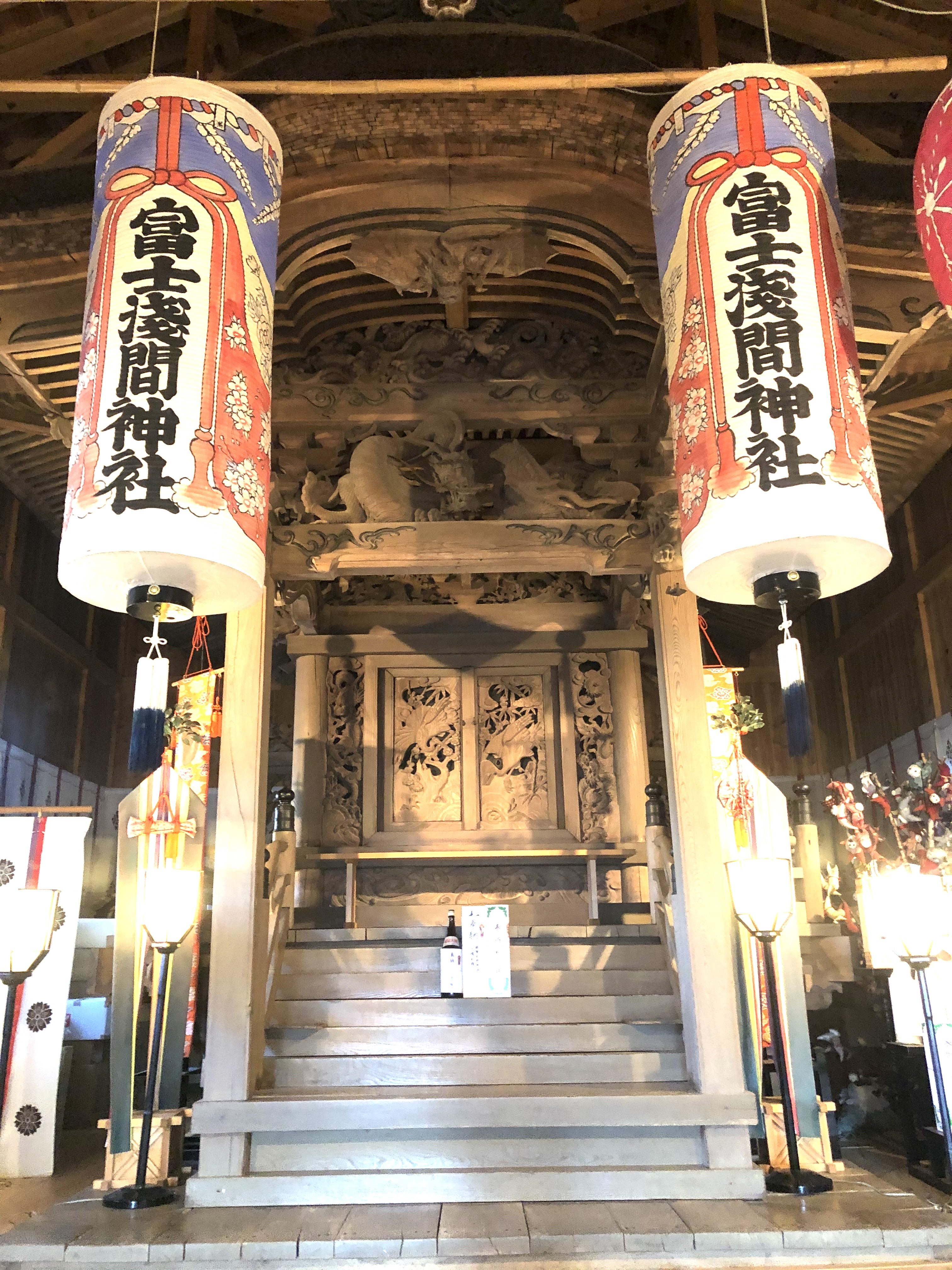
本殿。一間社入母屋造り向拝唐破風付き。郡内大工仲間による冨士山下宮型本殿。

## 三國第一山の勅号と御山神輿
平城天皇よりの大鳥居勅額の「三國第一山」の額字は「勅筆」と伝承されてきたと享保15年（1730）「新倉村 高反別指出明細帳」に記される。

現在「吉田の火祭り」で担がれている御山神輿は、かつて新倉村から出しており、村役人、神職、氏子が総出で村を回ってから上吉田に向かい、そのまま諏訪神社の祭礼に参加した。

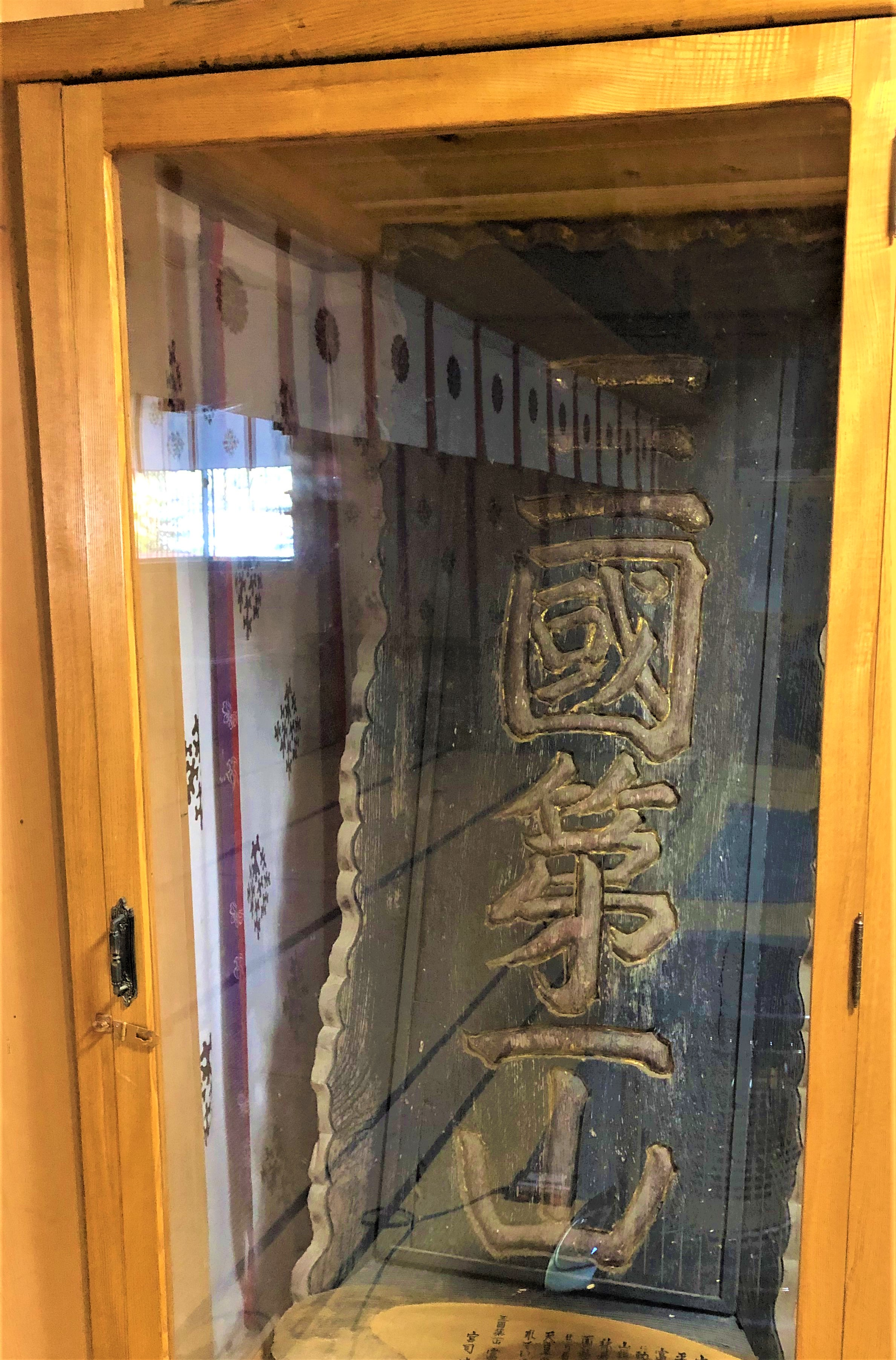
平城天皇の勅筆と伝わる額
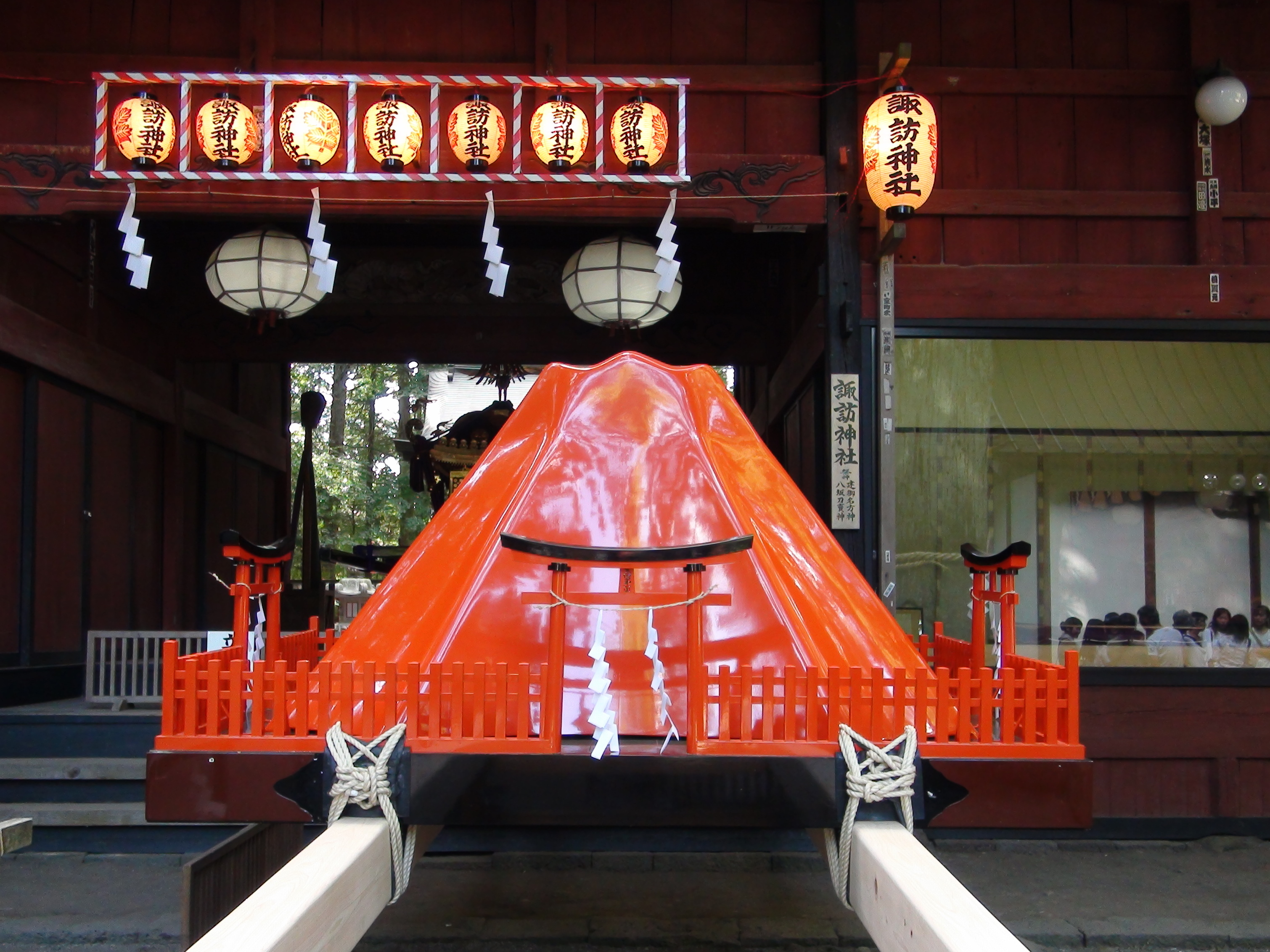
嘗ては、新倉村から出されていた御山神輿

## 新倉山浅間公園
神域は新倉山浅間公園として内外より親しまれ、多くの信仰を集めている。
戦没者慰霊の五重塔「忠霊塔」は当地のシンボルとなっており、「富士山眺望日本一」を謡っている。

## 祭事
- 御更衣祭 - 60年に一度斎行される式年大祭。一週間潔斎しながら、祭神の衣を織り更衣する。